# Дубровка (Славський район)
Дубро́вка (рос. Дубровка) — селище Славського району, Калінінградської області Росії. Входить до складу Большаковського сільського поселення.
Населення —  7 осіб (2015 рік). 

## Населення
| 2002 | 2010 |
| ---- | ---- |
| 13   | ↘7   |